# Казалінконтрада
Казалінконтрада (італ. Casalincontrada) — муніципалітет в Італії, у регіоні Абруццо, провінція К'єті.
Казалінконтрада розташована на відстані близько 145 км на схід від Рима, 65 км на схід від Л'Аквіли, 7 км на південний захід від К'єті.
Населення — 3103 особи (2014).

## Демографія
Населення за роками:

Станом на 1 січня 2023 року в муніципалітеті офіційно проживало 88 іноземців з 23 країн, серед них 31 громадянин країн Євросоюзу та 12 громадян України.

## Сусідні муніципалітети
- Букк'яніко
- К'єті
- Маноппелло
- Роккамонтеп'яно
- Серрамоначеска